# قائمة الأفلام الأجنبية المصورة في المغرب
تم تصوير العديد من الأفلام الأجنبية في المغرب. ويعود تاريخ أول تصوير في المغرب إلى عام 1897، مع فيلم (Le Chevrier marocain) للمخرج الفرنسي لويس لوميير (Louis Lumière)، والذي افتتح تقليد التصوير الأجنبي في المغرب.
كما صوّر الأمريكي أورسن ويلز فيلمه «عطيل» هناك، والذي فاز بجائزة السعفة الذهبية في مهرجان كان السينمائي. في عام 1955، أخرج ألفريد هيتشكوك فيلمه الرجل الذي عرف أكثر من اللازم، حيث دارت أحداثه في مراكش والدار البيضاء. بينما في عام 1962 صور ديفيد لين مشاهد من فيلم لورنس العرب في المغرب.

## نظرة عامة
فيما يلي قائمة ببعض الأفلام التي تم تصويرها كليًا أو جزئيًا في المغرب:
- 1930: المغرب، من إخراج جوسيف فون ستيرنبيرغ، وبطولة مارلينه ديتريش وغاري كوبر
- 1951: عطيل، من إخراج أورسن ويلز
- 1953: Flight to Tangier، من إخراج تشارلز ماركيز ارين
- 1954: علي بابا والأربعون لصا، من إخراج فرناندل
- 1956: الرجل الذي عرف أكثر من اللازم، من إخراج ألفريد هيتشكوك
- 1962: لورنس العرب، وبطولة بيتر أوتول، عمر الشريف
- 1967: The Burning، من إخراج ستيفن فريرز
- 1967: Oedipus Rex، من إخراج بيير باولو بازوليني، وبطولة فرانكو جيتي
- 1970: باتون، من إخراج فرانكلين شافنر
- 1975: الرجل الذي سيصبح ملك، من إخراج جون هيوستن
- 1976: Emanuelle in Bangkok، من إخراج جو داماتو
- 1977: Jesus of Nazareth، من إخراج فرانكو زافاريلي
- 1977: The Arms of Venus، من إخراج Mircea Drăgan[1]
- 1981: Rollover، من إخراج Alan Pakula، وبطولة جين فوندا
- 1985: Harem، من إخراج Arthur Joffé، وبطولة ناستازيا كينسكي
- 1985: جوهرة النيل، من إخراج لويس تيج، وبطولة مايكل دوغلاس
- 1987: أضواء النهار الحية، من إخراج جون جلان، وبطولة تيموثي دالتون ومريم أبو ديفوار
- 1988: الإغراء الأخير للسيد المسيح، من إخراج مارتن سكورسيزي، وبطولة ويليم دافو
- 1989: Marrakech Express، من إخراج Gabriele Salvatores
- 1990: السماء الواقية، من إخراج برناردو برتولوتشي، وبطولة جون مالكوفيتش وديبرا وينجر
- 1994: Highlander III: The Sorcerer، من إخراج Andrew Morahan، وبطولة كرستوفر لامبيرت
- 1997: Kundun، من إخراج مارتن سكورسيزي
- 1998: Hamilton، من إخراج Harald Zwart
- 1998: Hideous Kinky (Marrakech Express)
- 1999: المومياء، من إخراج ستيفن سومرز، وبطولة برندان فريزر
- 2000: غلاديايتر، من إخراج ريدلي سكوت، وبطولة راسل كرو
- 2000: قواعد الاشتباك، من إخراج ويليام فريدكن، وبطولة تومي لي جونز، صامويل جاكسون، غاي بيرس
- 2001: سقوط الصقر الأسود، من إخراج ريدلي سكوت
- 2001: عودة المومياء، من إخراج ستيفن سومرز، وبطولة برندان فريزر
- 2001: لعبة تجسس، من إخراج توني سكوت، وبطولة روبرت ريدفورد، براد بيت
- 2002: Astérix et Obélix: Mission Cléopâtre (فرنسا)، من إخراج آلان شبات، وبطولة جيرارد ديبارديو، جمال دبوز
- 2002: مباشر من بغداد، من إخراج ميك جاكسون، وبطولة مايكل كيتون
- 2004: الإسكندر، من إخراج أوليفر ستون
- 2004: Exorcist: The Beginning، من إخراجريني هارلن، وبطولة ستيلان سكارسغارد
- 2004: هيدالغو، من إخراج جو جونستون
- 2004: Les temps qui changent، من إخراج أندريه تيتشني
- 2005: مملكة السماء، من إخراج ريدلي سكوت
- 2005: صحاري، من إخراج بريك إيزنر، وبطولة ماثيو ماكونهي، ستيف زان، بينيلوبي كروز، ويليام ميسي
- 2006: بابل، من إخراج أليخاندرو غونزاليز إيناريتو
- 2006: التلال لها عيون، من إخراج ألكسندر أجا
- 2007: آرن- فارس المعبد، من إخراج Peter Flinth
- 2007: إنذار بورن، من إخراج بول غرينغراس
- 2007: التلال لها عيون 2، من إخراج Martin Weisz
- 2008: Arn – The Kingdom at Road's End، من إخراج Peter Flinth
- 2008: كتلة أكاذيب، من إخراج ريدلي سكوت، وبطولة ليوناردو ديكابريو وراسل كرو
- 2009: Pope Joan، من إخراج Sönke Wortmann، وبطولة جون غودمان وجوانا فوكاليك
- 2010: استهلال، من إخراج كريستوفر نولان
- 2010: من الآلهة والرجال، من إخراج كزافييه بوفوا
- 2010: أمير فارس: رمال الزمن، من إخراج مايك نيويل
- 2010: الجنس والمدينة 2، من إخراج مايكل كينغ
- 2011: القبطان فيليبس، من إخراج بول غرينغراس
- 2011: هانا، من إخراج جو رايت
- 2011: عين النساء، من إخراج رادو ميهالينو
- 2013: ذا بايبل، من إنتاج روما داوني ومارك بيرنت
- 2013: العشاق فقط يبقون أحياء، من إخراج جيم جارموش
- 2014: قناص أمريكي، من إخراج كلينت إيستوود
- 2014: مهمة مستحيلة: أمة مارقة، من إخراج كريستوفر ماك كويري
- 2014: ابن الرب، من إنتاج روما داوني ومارك بيرنت
- 2015: A.D. The Bible Continues، من إنتاج روما داوني ومارك بيرنت، وبطولة Juan Pablo di Pace ،Babou Ceesay، ريتشارد كويل، فينسينت راجان
- 2015: طيف، من إخراج سام ميندز
- 2016: The Yellow Birds
- 2016: Damascus Cover
- 2016: Watch Them Fall
- 2016: كلاب حرب
- 2016: ويسكي تانغو فوكستروت
- 2016: 13 ساعة: جنود بنغازي السريين
- 2016: مجسم من أجل الملك
- 2016: Our Kind of Traitor
- 2017: رييس
- 2017: تايغر على قيد الحياة
- 2019: جون ويك 3: بارابيلوم

## مسلسلات تلفزيونية أجنبية صُوّرت في المغرب
- 1999: Cleopatra
- 1992 - 1996: مذكرات الشاب إنديانا جونز
- 2011 - 2012: صراع العروش، الموسم 1 والموسم 2
- 2003: Homeland (الموسم 3)
- 2016: بريزون بريك (الموسم 5)
- 2016: الطاغية
- 2018: Jack Ryan
- 2019: فاجابوند